# Hemiorchis rhodorrhachis
Hemiorchis rhodorrhachis är en enhjärtbladig växtart som beskrevs av Karl Moritz Schumann. Hemiorchis rhodorrhachis ingår i släktet Hemiorchis och familjen Zingiberaceae. Inga underarter finns listade i Catalogue of Life.